# Justin Kalumba Mwana Ngongo
Ne doit pas être confondu avec le journaliste congolais Justin Kabumba Katumwa.
Pour les articles homonymes, voir Justin, Mwana et Ngongo.
Justin Kalumba Mwana Ngongo est un homme politique de république démocratique du Congo, avocat de profession.

## Biographie
Avant et après son élection, Kalumba Justin a successivement travaillé comme avocat au sein du cabinet du bâtonnier Bernard Claude Mbu-ne-Letang, 
puis conseiller juridique du ministre de l’agriculture, pêche et élevage, en 2001. L’année suivante, il occupe le même poste au cabinet du ministre de l’Économie, avant de devenir directeur de cabinet du ministre de l'Industrie en 2003 puis de celui des Finances la même année. En 2006, il est élu député dans la circonscription du Kasongo dans la province du Maniema. En 2011, il est nommé ministre du commerce de la République Démocratique du Congo. En janvier de l’année d’après, il est réélu Député National dans la circonscription de Kasongo. En avril 2012, il est nommé Ministre des Transports et Voies de Communication.
Justin Kalumba Mwana Ngongo a démissionné de sa qualité de secrétaire général du PANU et de sa qualité de membre de ce parti depuis 2011, après avoir été parrain des Compagnons d'André Philippe Futa dirigé par Samy Tshisekedi[réf. nécessaire].